# Acumcum
Koordinaten: 7° 55′ N, 28° 10′ O
Acumcum (Alternativschreibung Acongeong) ist ein Ort im Bundesstaat Western Bahr el Ghazal (West-Bahr-al-Ghazal) in Südsudan nordöstlich der Stadt Waw.
Acumcum liegt im Payam Marial Wau des Distrikts Wau. Während des Sezessionskrieges im Südsudan befand sich in Acumcum ein Lager der UNICEF, in dem unterernährte Kinder behandelt wurden. Auch andere Organisationen wie Ärzte ohne Grenzen und das Welternährungsprogramm der Vereinten Nationen waren in Acumcum präsent (siehe auch: Operation Lifeline Sudan).